# Saison 1927-1928 de la Juventus FC
Maillots
Chronologie
Saison précédente Saison suivante
La saison 1927-1928 du Foot-Ball Club Juventus est la vingt-sixième de l'histoire du club, créé trente-et-un ans plus tôt en 1897.
L'équipe turinoise prend part ici à la 28e édition du championnat d'Italie (appelé à l'époque Division nationale, à l'époque l'ancêtre de la Serie A).

## Historique
Durant cette nouvelle saison, la Juve du président Edoardo Agnelli, entraînée par József Viola, et au sommet du football italien, tente de récupérer son titre de champion perdu deux saisons auparavant.
En pleine Italie fasciste, les nouvelles interdisent désormais aux joueurs étrangers d'évoluer dans le pays, et c'est pourquoi la Juventus du vendre leur vedette hongroise Ferenc Hirzer, qui rentra au pays.
Dans la société arrivent en renfort quelques joueurs, comme le gardien de but Angelo Bedini, ou le défenseur Enrico Patti. Le milieu de terrain est renforcé avec Guglielmo Borgo, Giuseppe Mortarotti, Poccardi, Mario Varglien et Giuseppe Volta, tandis que l'attaque est complètement remaniée avec l'arrivée d'Alfredo Barisone, Mario Bonivento, de la vedette internationale Luigi Cevenini (remplaçant d'Hirzer), Mario Finazzi, Giuseppe Galluzzi, Giustiniano Marucco, Paolo Vigna et Oliviero Vojak.

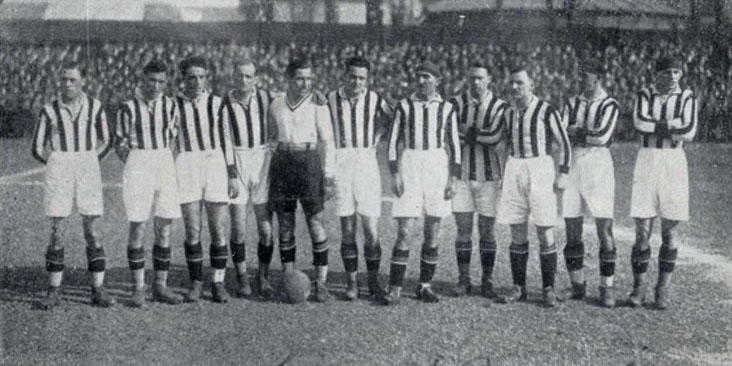
Les bianconeri au 3e rang en championnat

Avec ce nouvel effectif très remanié, le FBC Juventus, à l'automne 1927, commence ce championnat italien 1927-1928 (en italien Divisione Nazionale 1927-1928) dans le groupe B des éliminatoires.
Le mardi 27 septembre 1927, les bianconeri ouvrent leur saison sur une défaite à domicile contre Casale 2-1 malgré un penalty de Cevenini pour son premier match. Lors de la 4e journée, le club piémontais écrasent 5 buts à 2 l'Hellas Vérone à domicile (buts de Cevenini, Bonivento, Marucco et Vojak I). Deux semaines plus tard, c'est au tour de Pro Patria de subir le même sort avec un 6 à 2 (3 doublés de Bonivento, Munerati et Cevenini), puis de Livourne avec un 3-0 au Campo di Corso Marsiglia (avec un doublé de Cevenini et un but contre son camp de Giraldi). Les turinois enchaînent ensuite deux matchs nuls, puis deux victoires, avant de perdre le premier match de la nouvelle année 1928 contre Bologne 2-0 au Stadio Littoriale. Avec ensuite deux victoires d'affilée (dont un fameux 3-0 (grâce à des réalisations de Galluzzi et Munerati) contre le tout nouveau club romain de l'AS Roma, résultat d'une fusion de 4 clubs, le régime désirant une équipe de la capitale compétitive), l'effectif bianconero termine ses éliminatoires en dents de scie avec deux défaites, une victoire et deux nuls, totalisant 24 points, assez pour terminer à la seconde place devant Bologne, place qualificative pour le tour suivant.
Lors de cette phase finale, avec un niveau beaucoup plus relevé, la Juventus joue son premier match le dimanche 11 mars contre son rival milanais du Milan AC, et est défait par un but à zéro. Deux semaines après, la société juventina explose littéralement son vieil ennemi génois du Genoa 6-1 à Turin (grâce à un festival de ses buteurs Barisone, Bonivento, Cevenini, Munerati et enfin Galluzzi), puis écrase un mois plus tard 4 buts à 1 l'Inter sur leurs terres, grâce à Munerati, Barisone et Galluzzi. Lors de la 10e journée, la Juve se venge de la défaite du 6 mai dans le Derby de Turin contre le Torino (réalisations de Munerati et Rosetta), avant que ce ne soit le Genoa qui se venge 3-0 la semaine suivante. Madame termine finalement sa phase finale avec 3 victoires, dont un dernier match remporté 1-0, le 22 juillet 1928 contre l'Inter grâce à Barisone.
Avec finalement 16 points remportés (5 de plus que la précédente saison), les juventini finissent troisième de cette phase finale, pour la deuxième année de suite, dans cette Prima divisione 1927-28, restant dans le carré dominant italien.

## Déroulement de la saison

### Résultats en championnat

#### Éliminatoires groupe B
| mardi 27 septembre 1927 1re journée | Juventus            | 1 - 2 | Casale      | Campo di Corso Marsiglia, Turin Arbitre : Caironi |
| mardi 27 septembre 1927 1re journée | Cevenini 38e (pen.) |       | 2e 26e Gaba | Campo di Corso Marsiglia, Turin Arbitre : Caironi |

| dimanche 2 octobre 1927 2e journée | Novare                 | 2 - 2 | Juventus                         | Novare Arbitre : Sguerzo |
| dimanche 2 octobre 1927 2e journée | Testa 38e · Rosina 53e |       | 10e (csc) Bonenti · 29e Poccardi | Novare Arbitre : Sguerzo |

| dimanche 16 octobre 1927 4e journée | Juventus    | 1 - 0 | Bologne | Campo di Corso Marsiglia, Turin Arbitre : Carraro |
| dimanche 16 octobre 1927 4e journée | Cevenini 7e |       |         | Campo di Corso Marsiglia, Turin Arbitre : Carraro |

| dimanche 30 octobre 1927 5e journée | Juventus                                                     | 5 - 1 | Hellas Vérone | Campo di Corso Marsiglia, Turin Arbitre : Turriti |
| dimanche 30 octobre 1927 5e journée | Cevenini 23e 40e · Bonivento 43e · Marucco 49e · Vojak I 73e |       | 85e Porta     | Campo di Corso Marsiglia, Turin Arbitre : Turriti |

| dimanche 13 novembre 1927 6e journée | Roma | 0 - 0 | Juventus | Campo Testaccio, Rome Arbitre : Lenti |
| dimanche 13 novembre 1927 6e journée |      |       |          | Campo Testaccio, Rome Arbitre : Lenti |

| dimanche 20 novembre 1927 7e journée | Juventus                                                | 6 - 2 | Pro Patria       | Campo di Corso Marsiglia, Turin Arbitre : Malagodi |
| dimanche 20 novembre 1927 7e journée | Bonivento 23e 75e · Munerati 25e 50e · Cevenini 60e 76e |       | 30e 90e Tognazzi | Campo di Corso Marsiglia, Turin Arbitre : Malagodi |

| dimanche 27 novembre 1927 8e journée | Livourne | 0 - 3                               | Juventus | Livourne Arbitre : Osti |
| dimanche 27 novembre 1927 8e journée |          | 6e 11e Cevenini · 17e (csc) Giraldi |          | Livourne Arbitre : Osti |

| dimanche 4 décembre 1927 9e journée | Modène       | 1 - 1 | Juventus     | Modène Arbitre : Garbieri |
| dimanche 4 décembre 1927 9e journée | Manzotti 23e |       | 22e Munerati | Modène Arbitre : Garbieri |

| jeudi 8 décembre 1927 10e journée | Juventus         | 1 - 1 | Inter                 | Campo di Corso Marsiglia, Turin Arbitre : Lenti |
| jeudi 8 décembre 1927 10e journée | Degani 50e (csc) |       | 55e (pen.) Bernardini | Campo di Corso Marsiglia, Turin Arbitre : Lenti |

| dimanche 11 décembre 1927 11e journée | Juventus                                  | 3 - 1 | La Dominante | Campo di Corso Marsiglia, Turin Arbitre : Bonello |
| dimanche 11 décembre 1927 11e journée | Vojak I 13e · Ferrero 35e · Bonivento 72e |       | 89e Pescia   | Campo di Corso Marsiglia, Turin Arbitre : Bonello |

| dimanche 18 septembre 1927 12e journée | Casale                     | 2 - 0 | Juventus | Casale Monferrato Arbitre : Mangano |
| dimanche 18 septembre 1927 12e journée | Gabba 6e · Migliavacca 37e |       |          | Casale Monferrato Arbitre : Mangano |

| dimanche 25 décembre 1927 13e journée | Juventus                                       | 4 - 3 | Novare                        | Campo di Corso Marsiglia, Turin Arbitre : Osti |
| dimanche 25 décembre 1927 13e journée | Munerati 15e 75e · Bonivento 33e · Vojak I 78e |       | 20e Rosina · 49e 69e Gianelli | Campo di Corso Marsiglia, Turin Arbitre : Osti |

| dimanche 15 janvier 1928 14e journée | Bologne                  | 2 - 0 | Juventus | Stadio Littoriale, Bologne Arbitre : Ferro |
| dimanche 15 janvier 1928 14e journée | Schiavio 9e · Busini 49e |       |          | Stadio Littoriale, Bologne Arbitre : Ferro |

| dimanche 22 janvier 1928 16e journée | Hellas Vérone | 1 - 2 | Juventus       | Vérone Arbitre : Osti |
| dimanche 22 janvier 1928 16e journée | Signorini 82e |       | 3e 29e Ferrero | Vérone Arbitre : Osti |

| dimanche 29 janvier 1928 17e journée | Juventus                       | 3 - 0 | Roma | Campo di Corso Marsiglia, Turin Arbitre : Giorgi |
| dimanche 29 janvier 1928 17e journée | Galluzzi 8e 31e · Munerati 75e |       |      | Campo di Corso Marsiglia, Turin Arbitre : Giorgi |

| dimanche 5 février 1928 18e journée | Pro Patria                | 2 - 1 | Juventus      | Busto Arsizio Arbitre : Dani |
| dimanche 5 février 1928 18e journée | Reguzzoni 5e · Kregar 81e |       | 52e Bonivento | Busto Arsizio Arbitre : Dani |

| dimanche 12 février 1928 19e journée | Juventus                  | 2 - 1 | Livourne     | Campo di Corso Marsiglia, Turin Arbitre : Osti |
| dimanche 12 février 1928 19e journée | Vojak I 58e · Ferrero 68e |       | 72e Magnozzi | Campo di Corso Marsiglia, Turin Arbitre : Osti |

| dimanche 19 février 1928 20e journée | Juventus      | 1 - 1 | Modène      | Campo di Corso Marsiglia, Turin Arbitre : Sguerzo |
| dimanche 19 février 1928 20e journée | Bonivento 62e |       | 19e Mazzoni | Campo di Corso Marsiglia, Turin Arbitre : Sguerzo |

| dimanche 26 février 1928 21e journée | Inter       | 1 - 0 | Juventus | Milan Arbitre : Turbiani |
| dimanche 26 février 1928 21e journée | Rivolta 21e |       |          | Milan Arbitre : Turbiani |

| dimanche 4 mars 1928 22e journée | La Dominante | 1 - 1 | Juventus     | Stadio del Littorio, Gênes Arbitre : Malagodi |
| dimanche 4 mars 1928 22e journée | Poggi 83e    |       | 68e Munerati | Stadio del Littorio, Gênes Arbitre : Malagodi |

##### Classement
|  |    | Éliminatoires pré-championnat - groupe B | Pts | MJ | V  | N | D | BP | BC | Dif |
|  | -- | ---------------------------------------- | --- | -- | -- | - | - | -- | -- | --- |
|  | 1. | Bologne                                  | 27  | 20 | 10 | 7 | 3 | 44 | 16 | +28 |
|  | 2. | Juventus                                 | 24  | 20 | 9  | 6 | 5 | 37 | 24 | +13 |
|  | 3. | Casale                                   | 24  | 20 | 8  | 8 | 4 | 35 | 27 | +8  |

#### Phase finale
| dimanche 11 mars 1928 1re journée | Juventus | 0 - 1        | Milan | Campo di Corso Marsiglia, Turin Arbitre : Turbiani |
| dimanche 11 mars 1928 1re journée |          | 60e Torriani |       | Campo di Corso Marsiglia, Turin Arbitre : Turbiani |

| dimanche 18 mars 1928 2e journée | Alexandrie                   | 2 - 0 | Juventus | Campo degli Orti, Alexandrie Arbitre : Garbieri |
| dimanche 18 mars 1928 2e journée | Bertolini 25e · Chierico 71e |       |          | Campo degli Orti, Alexandrie Arbitre : Garbieri |

| dimanche 1er avril 1928 3e journée | Juventus                                                                     | 6 - 1 | Genoa        | Campo di Corso Marsiglia, Turin Arbitre : Cassetta |
| dimanche 1er avril 1928 3e journée | Barisone 8e · Bonivento 33e · Cevenini 43e 58e · Munerati 74e · Galluzzi 83e |       | 60e Levratto | Campo di Corso Marsiglia, Turin Arbitre : Cassetta |

| dimanche 29 avril 1928 5e journée | Casale | 0 - 2 | Juventus | Casale Monferrato Arbitre : Mangano |
| dimanche 29 avril 1928 5e journée |        |       |          | Casale Monferrato Arbitre : Mangano |

| dimanche 6 mai 1928 4e journée | Juventus            | 1 - 4 | Torino                                 | Campo di Corso Marsiglia, Turin Arbitre : Carraro |
| dimanche 6 mai 1928 4e journée | Cevenini 73e (pen.) |       | 30e Baloncieri · 42e 55e 81e Libonatti | Campo di Corso Marsiglia, Turin Arbitre : Carraro |

| dimanche 13 mai 1928 6e journée | Juventus     | 1 - 1 | Bologne      | Campo di Corso Marsiglia, Turin Arbitre : Turbiani |
| dimanche 13 mai 1928 6e journée | Munerati 11e |       | 30e Muzzioli | Campo di Corso Marsiglia, Turin Arbitre : Turbiani |

| jeudi 17 mai 1928 7e journée | Inter       | 1 - 4 | Juventus                                       | Milan Arbitre : Osti |
| jeudi 17 mai 1928 7e journée | Zanotto 63e |       | 49e Munerati · 56e Barisone · 67e 71e Galluzzi | Milan Arbitre : Osti |

| dimanche 24 juin 1928 8e journée | Milan                                         | 3 - 1 | Juventus    | Stadio San Siro Arbitre : Osti |
| dimanche 24 juin 1928 8e journée | Torriani 27e · Pastore 47e · Santagostino 58e |       | 26e Vojak I | Stadio San Siro Arbitre : Osti |

| jeudi 28 juin 1928 9e journée | Juventus | 0 - 0 | Alexandrie | Campo di Corso Marsiglia, Turin Arbitre : Dani |
| jeudi 28 juin 1928 9e journée |          |       |            | Campo di Corso Marsiglia, Turin Arbitre : Dani |

| dimanche 1er juillet 1928 10e journée | Torino        | 1 - 2 | Juventus                   | Stadio Filadelfia, Turin Arbitre : Gama |
| dimanche 1er juillet 1928 10e journée | Libonatti 68e |       | 25e Munerati · 62e Rosetta | Stadio Filadelfia, Turin Arbitre : Gama |

| jeudi 5 juillet 1928 11e journée | Genoa                                 | 3 - 0 | Juventus | Stadio Marassi, Turin 18h10 Arbitre : Malagodi |
| jeudi 5 juillet 1928 11e journée | Levratto 13e · Catto 44e · Bodini 49e |       |          | Stadio Marassi, Turin 18h10 Arbitre : Malagodi |

| dimanche 8 juillet 1928 12e journée | Juventus                       | 3 - 0 | Casale | Campo di Corso Marsiglia, Turin Arbitre : Barlassina |
| dimanche 8 juillet 1928 12e journée | Vojak I 28e 32e · Galluzzi 89e |       |        | Campo di Corso Marsiglia, Turin Arbitre : Barlassina |

| dimanche 15 juillet 1928 13e journée | Bologne | 0 - 2                      | Juventus | Stadio Littoriale, Bologne Arbitre : Gama |
| dimanche 15 juillet 1928 13e journée |         | 17e Cevenini · 64e Vojak I |          | Stadio Littoriale, Bologne Arbitre : Gama |

| dimanche 22 juillet 1928 14e journée | Juventus     | 1 - 0 | Inter | Campo di Corso Marsiglia, Turin Arbitre : Scarpi |
| dimanche 22 juillet 1928 14e journée | Barisone 32e |       |       | Campo di Corso Marsiglia, Turin Arbitre : Scarpi |

##### Classement
|  |    | Classement final 1927-1928 | Pts | MJ | V | N | D | BP | BC | Dif |
|  | -- | -------------------------- | --- | -- | - | - | - | -- | -- | --- |
|  | 1. | Torino                     | 19  | 14 | 8 | 3 | 3 | 33 | 18 | +15 |
|  | 2. | Genoa                      | 17  | 14 | 7 | 3 | 4 | 30 | 27 | +3  |
|  | 2. | Juventus                   | 16  | 14 | 7 | 2 | 5 | 23 | 17 | +6  |

### Matchs amicaux
| dimanche 4 septembre 1927 | Juventus         | 3 - 2 | Pro Patria       |  |
| dimanche 4 septembre 1927 | Buteurs inconnus |       | Buteurs inconnus |  |

| dimanche 11 septembre 1927 | Cremonese        | 3 - 3 | Juventus         |  |
| dimanche 11 septembre 1927 | Buteurs inconnus |       | Buteurs inconnus |  |

| dimanche 18 septembre 1927 | Juventus         | 2 - 1 | Alexandrie     |  |
| dimanche 18 septembre 1927 | Buteurs inconnus |       | Buteur inconnu |  |

| dimanche 9 octobre 1927 | Brescia          | 2 - 3 | Juventus         |  |
| dimanche 9 octobre 1927 | Buteurs inconnus |       | Buteurs inconnus |  |

| dimanche 23 octobre 1927 | Pro Vercelli | 0 - 3            | Juventus |  |
| dimanche 23 octobre 1927 |              | Buteurs inconnus |          |  |

| mardi 1er novembre 1927 | Genoa            | 3 - 1 | Juventus       |  |
| mardi 1er novembre 1927 | Buteurs inconnus |       | Buteur inconnu |  |

| mardi 8 novembre 1927 | Juventus         | 2 - 3 | Újpest           |  |
| mardi 8 novembre 1927 | Buteurs inconnus |       | Buteurs inconnus |  |

| dimanche 25 mars 1928 | Juventus         | 6 - 1 | Novare         |  |
| dimanche 25 mars 1928 | Buteurs inconnus |       | Buteur inconnu |  |

| dimanche 15 avril 1928 | Edera Ponziana   | 3 - 2 | Juventus         |  |
| dimanche 15 avril 1928 | Buteurs inconnus |       | Buteurs inconnus |  |

| dimanche 17 juin 1928 | Juventus         | 4 - 1 | Pro Vercelli   |  |
| dimanche 17 juin 1928 | Buteurs inconnus |       | Buteur inconnu |  |

## Effectif du club
Effectif des joueurs du Foot-Ball Club Juventus lors de la saison 1927-1928.

## Buteurs
| 12 buts - Luigi Cevenini 11 buts - Federico Munerati 8 buts - Mario Bonivento - Antonio Vojak 6 buts - Giuseppe Galluzzi | 4 buts - Pietro Ferrero 3 buts - Alfredo Barisone 1 but - Giustiniano Marucco - Poccardi - Virginio Rosetta |